# Pilisszentlászló
Pilisszentlászló (szlovákul: Senváclav) község Pest vármegye Szentendrei járásában, a budapesti agglomerációban. Nevét I. (Szent) László királyról kapta.

## Fekvése, környezete
A Visegrádi-hegység legmagasabban (körülbelül 360 méteres magasan), 310 és 430 méter között fekvő települése Szentendrétől mintegy 8 kilométerre, a Szentlászlói-medencében épült, jórészt a Lepence-völgyben vezető és Szentendre–Visegrád közti 1116-os út mentén; a település központjába a rövid 11 111-es út vezet. A kis hegyközi medencét minden oldalról miocén korú andezitvulkánok veszik körül. A jelentősebb magaslatok:
- Szent László-hegy (590 m),
- Rózsa-hegy (549 m),
- Öreg Pap-hegy (567 m),
- Tüskés-hegy (510 m).

Pilisszentlászlóról könnyen elérhető a Visegrádi-hegység összes nevezetessége (Visegrád, Dobogó-kő, Rám-szakadék, Vörös-kő, Prédikáló-szék) Fő patakja az Apátkúti-patak, de a faluban ered a Lepence-patak egyik ága is. A község teljes bel- és külterülete is a Duna-Ipoly Nemzeti Park része.

## Története
A terület régóta lakott: a faluban bronzkori és római kori emlékek is előkerültek. Egy legenda szerint Koppány vezér pogány híveit büntetésből telepítették le az akkor még Pilisnek nevezett hegységben; mások szerint lakói a honfoglalástól továbbélő szlávoktól származnak.
Az Árpád-házi királyok vadászni jártak a közeli erdőkbe. III. Béla király vadászházat épített a jelenlegi templomdombon. Ezt III. András 1291-ben a pálosoknak ajándékozta, és ők kolostorrá építették át. A Kékes-hegy lejtőjén álló, Szent László tiszteletére felszentelt monostortól keletre alakult ki a hegyről akkor még Kékesnek nevezett falu.
Gentilis bíboros, pápai követ 1308. november 10-én itt kötötte meg a helyről elnevezett kékesi megállapodást Csák Mátéval Károly Róbert királynak elismeréséről. Nagy Lajos és Mátyás király is gyakran időzött a kolostorban. A török hódoltság alatt elpusztult a kolostor. A török kiűzése (1686) után visszajöttek pálosok, és szlovák telepesekkel akik újjáépítették a falut, amit ekkortól hívnak Szentlászlónak. 1696-ban már biztosan lakott hely volt; lakosai alapvetően mezőgazdaságból és erdőművelésből éltek. A gabonát az erdőtől elhódított irtványföldeken vetették.
1947-ben a csehszlovák–magyar lakosságcsere részeként a lakosság harmadát, 400 főt áttelepítettek Szlovákiába. Utána a betelepülők gyorsan elmagyarosították a falut.
A délnyugati külterületén található Bükkipuszta 1947 augusztus közepén brutális tömeggyilkosság helyszíne volt; a tettes öt tizenéves fiút ölt meg. Az áldozatok közül ketten az ottani Zbórai-birtokon laktak, hárman pedig a faluból jártak ki oda, hogy segítsenek a nyári mezőgazdasági munkákban; négyen a helyszínen elvéreztek, ötödik társuk kórházban halt meg. Nagyon valószínű, hogy ugyanez az elkövető a közelben (Pomáz külterületén) két másik gyilkosságot is elkövetett ugyanazokban a napokban. A tettes ismeretlen maradt. A korabeli propaganda azt sulykolta, hogy az elkövető volt német SS-katona lehetett, viszont a helyiek visszaemlékezései és közvetett adatok szerint valószínűbb, hogy egy volt szovjet katona lehetett — ezt a verziót erősíti az a tény is, hogy a hatóságok sosem adtak hírt az illető elfogásáról.
1993-ra épült ki a vezetékes víz- és a telefonhálózat.
1996–2002 között felújították és öltözővel látták el a focipályát.
A mobiltelefonokhoz 2002 óta van térerő; az átjátszóállomást a templomtoronyban, környezetbarát módon rejtették el.
2003-ban nyílt meg a teleház és a szlovák közösségi ház.

## Nevezetességei
- Temploma a falu egyetlen műemléke. A templomot az elpusztult kolostor helyén, annak alapfalain, barokk stílusban 1770-1772 között építették fel a pálosok. A templomkapu szemöldökpárkányában a pálosok címere látható: a kitárt szárnyú holló cipót tart a csőrében.
- A kékvölgyi Waldorf-iskola 2003 óta működik. Ezzel sikerült megmenteni a helyi iskolát az összevonástól, körzetesítéstől.
- Hoboji zen-templom

## Népessége
A faluban a magyarok mellett sok szlovák él, szlovák kisebbségi önkormányzat működik. A 2001-es népszámláláson a 958 lakosból 93 vallotta magát szlovák nemzetiségűnek, 54 szlovák anyanyelvűnek.
1990-ben még csak 835 lakosa volt; 2009-ben már 1123, 2016 végén 1194.
A 2011-es népszámláláson a lakosok 89,5%-a magyarnak, 0,2% cigánynak, 0,2% horvátnak, 1% németnek, 0,2% örménynek, 0,2% románnak, 0,7% szerbnek, 23,6% szlováknak mondta magát (10,2% nem nyilatkozott; a kettős identitások miatt a végösszeg nagyobb lehet 100%-nál). Vallási megoszlásuk:
- római katolikus 56%,
- református 7,3%,
- evangélikus 1,1%,
- görögkatolikus 0,6%,
- izraelita 0,5%,
- felekezeten kívüli 10,6% (20,9% nem nyilatkozott).[7]

2022-ben a lakosság 92,4%-a vallotta magát magyarnak, 7,2% szlováknak, 1,3% németnek, 0,2-0,2% bolgárnak, románnak, szerbnek és horvátnak, 0,1% cigánynak, 5,5% egyéb, nem hazai nemzetiségűnek (7,4% nem nyilatkozott; a kettős identitások miatt a végösszeg nagyobb lehet 100%-nál). Vallásuk szerint 37% volt római katolikus, 6,2% református, 1,2% evangélikus, 0,4% görög katolikus, 0,3% izraelita, 1,1% egyéb keresztény, 0,5% egyéb katolikus, 13,8% felekezeten kívüli (37,3% nem válaszolt).
| Lakosok száma | 1193 | 1183 | 1206 | 1266 | 1286 | 1285 | 1293 |
|               | 2013 | 2014 | 2018 | 2021 | 2022 | 2023 | 2024 |

## Híres szentlászlóiak
- 1995 óta itt élt és alkotott Sáfár Pál (1949–2024) festőművész.
- Itt él Szvorák Katalin (1958) népdalénekes, előadóművész és férje, Repiszky Tamás régész.
- Itt él Krasznahorkai László (1954) Kossuth-díjas magyar író.

## Közélete

### Polgármesterei
- 1990–1994: Franyó Rudolf (független)[9]
- 1994–1998: Franyó Rudolf (független)[10]
- 1998–2002: Franyó Rudolf (független)[11]
- 2002–2006: Dr. Illés György (független)[12]
- 2006–2010: Dr. Illés György (független)[13]
- 2010–2014: Dr. Illés György (független)[14]
- 2014–2019: Tóth Attila Zsolt (független)[15]
- 2019–2024: Tóth Attila (független)[16]
- 2024– : Tóth Attila (független)[1]

## Képek

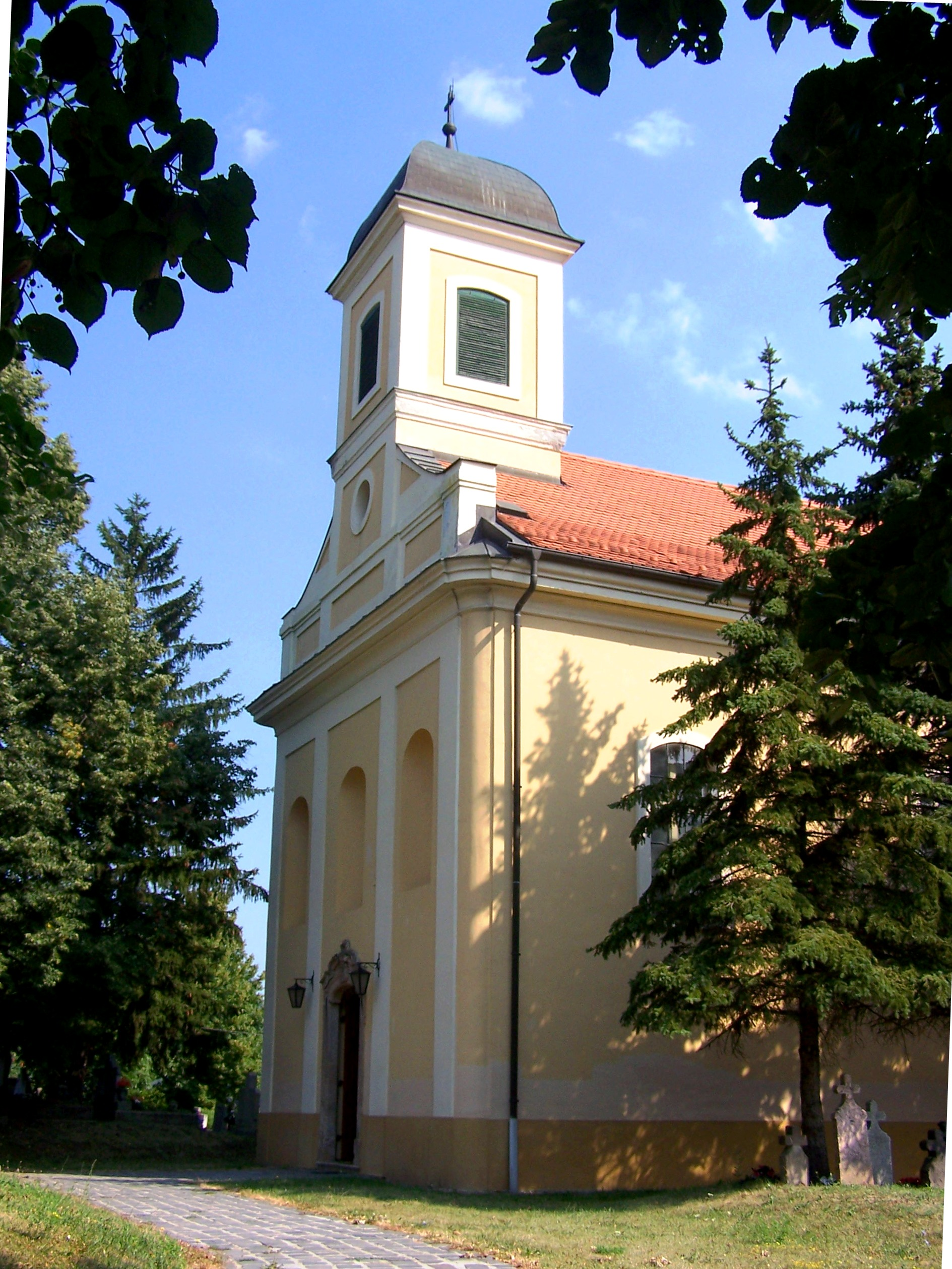
Római katolikus templom
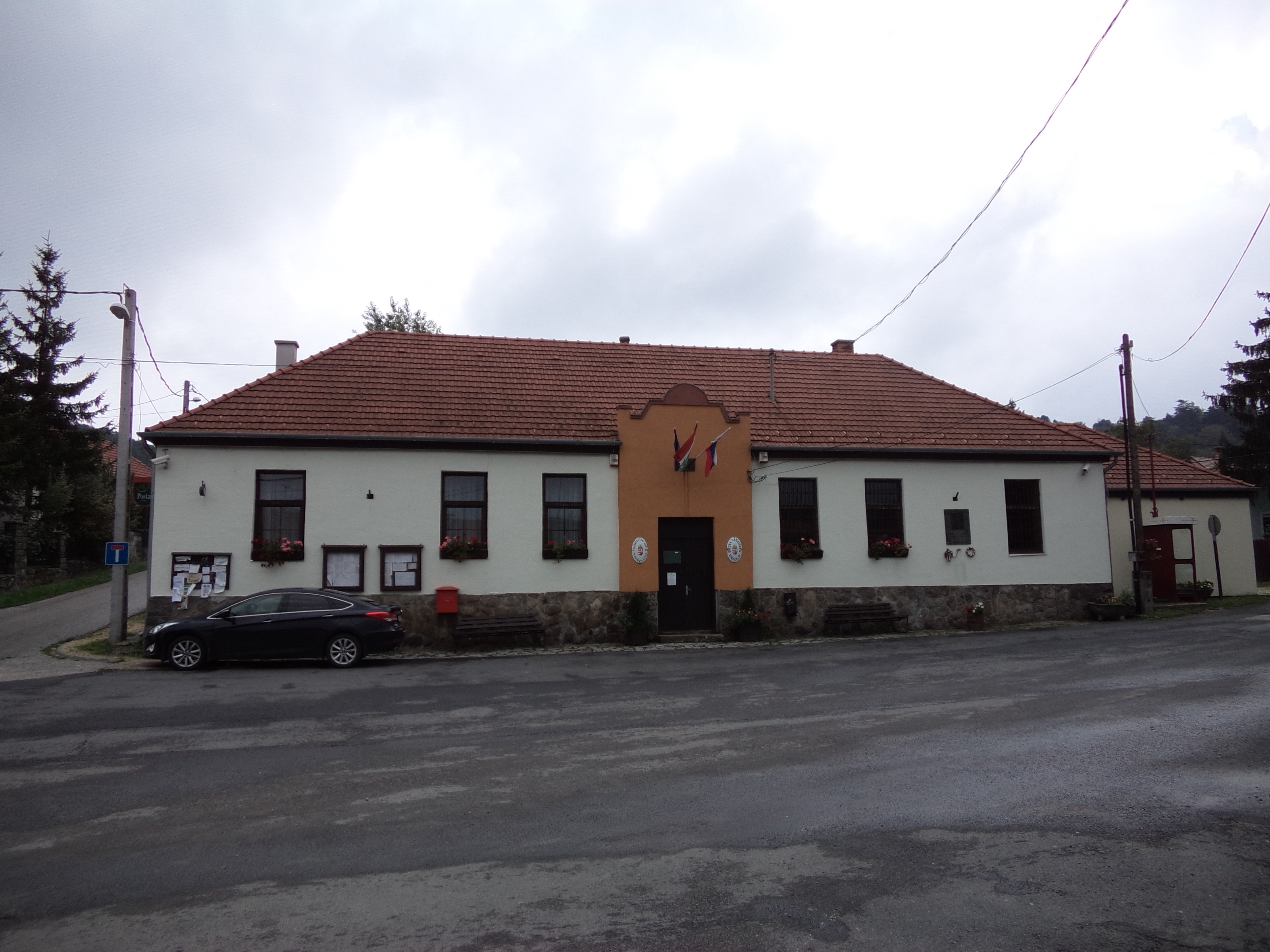
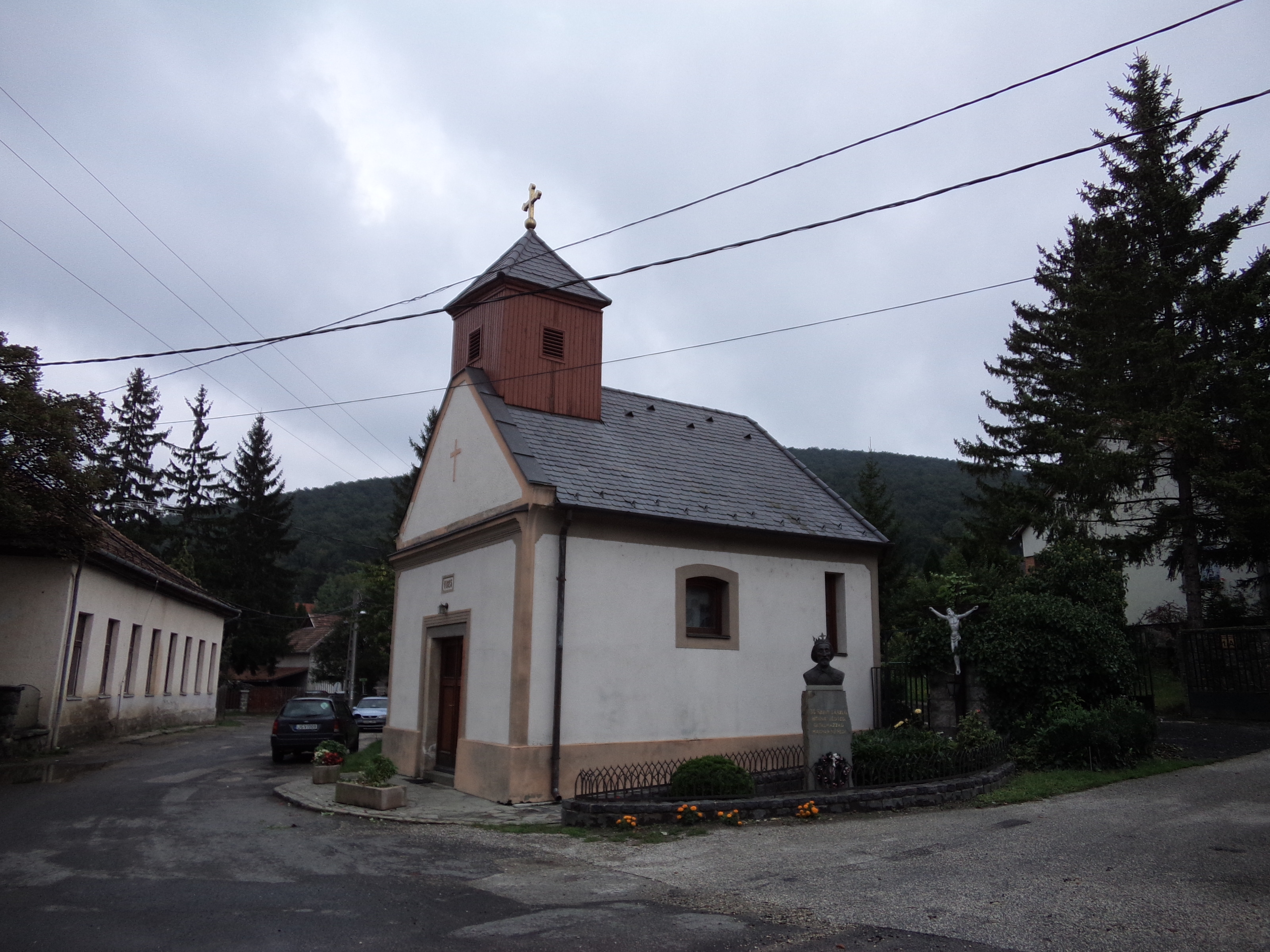
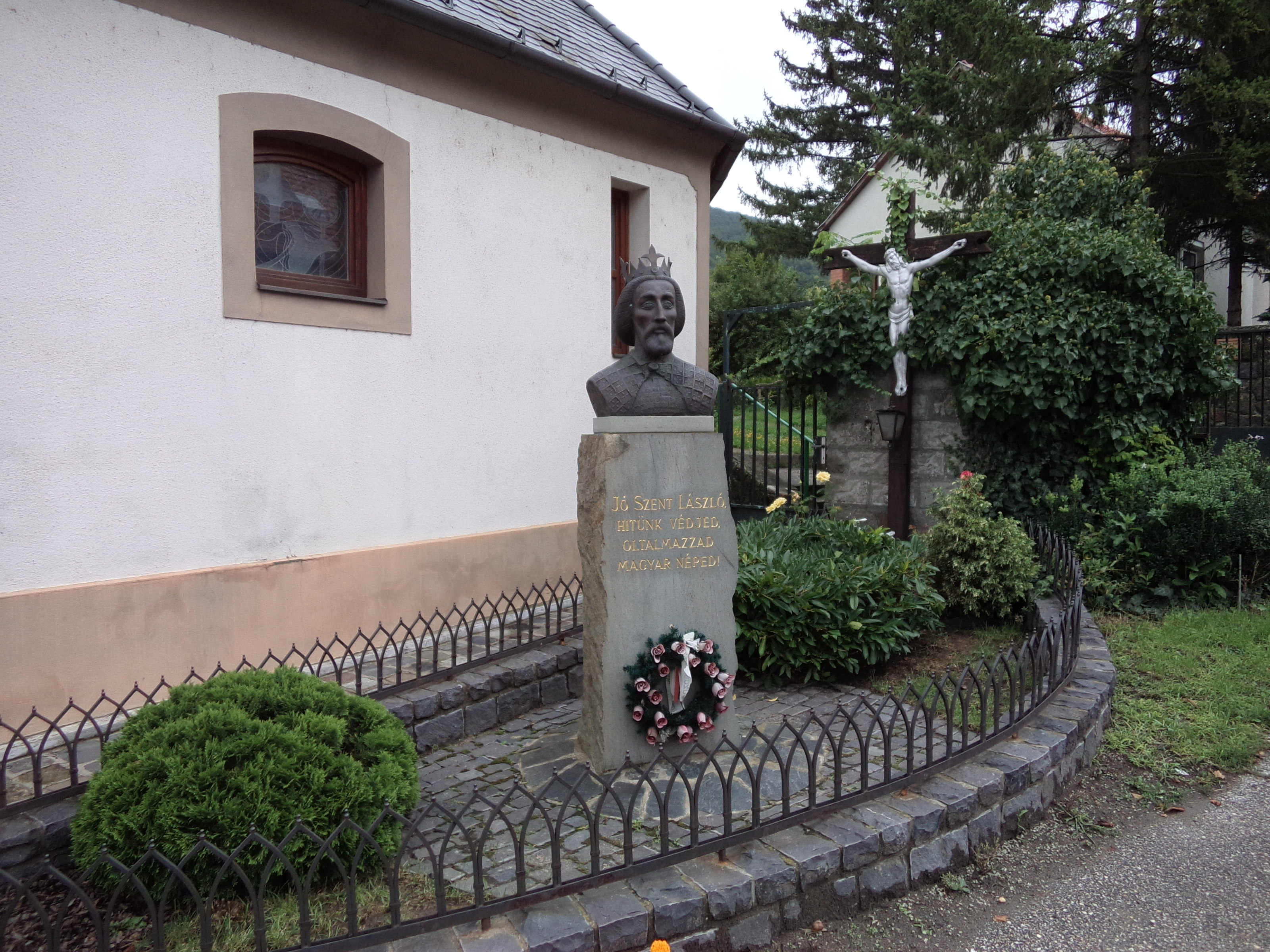
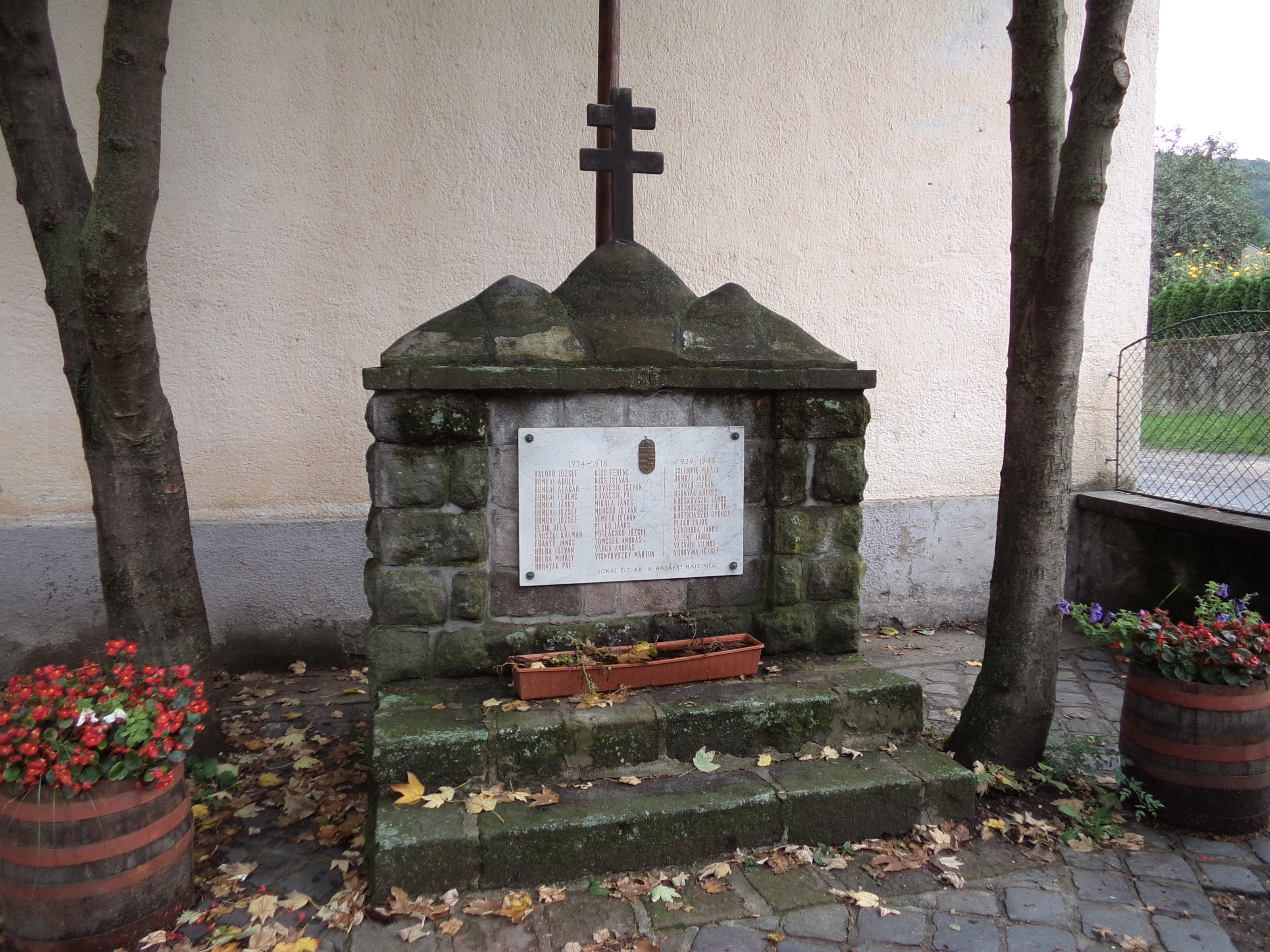
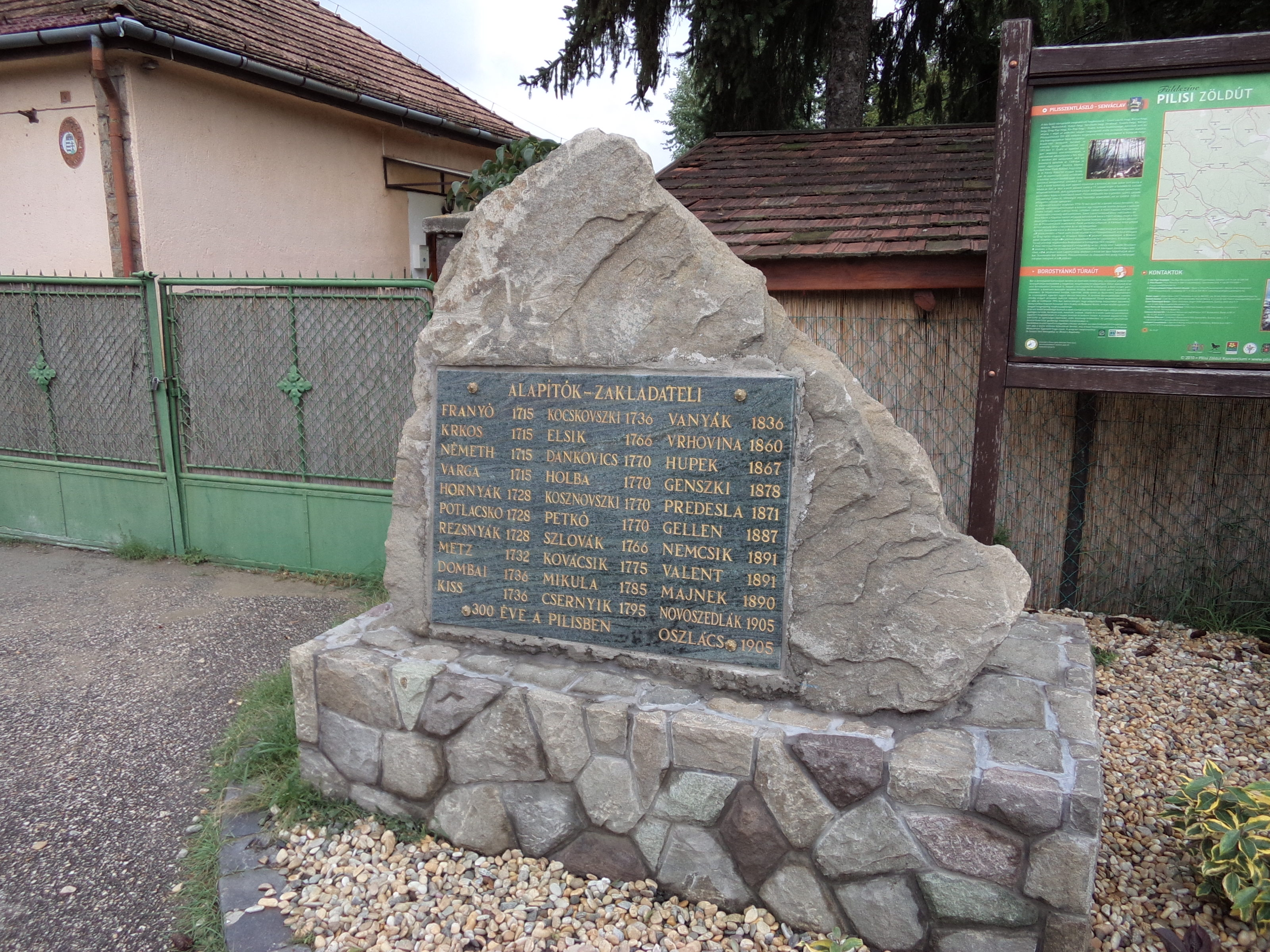
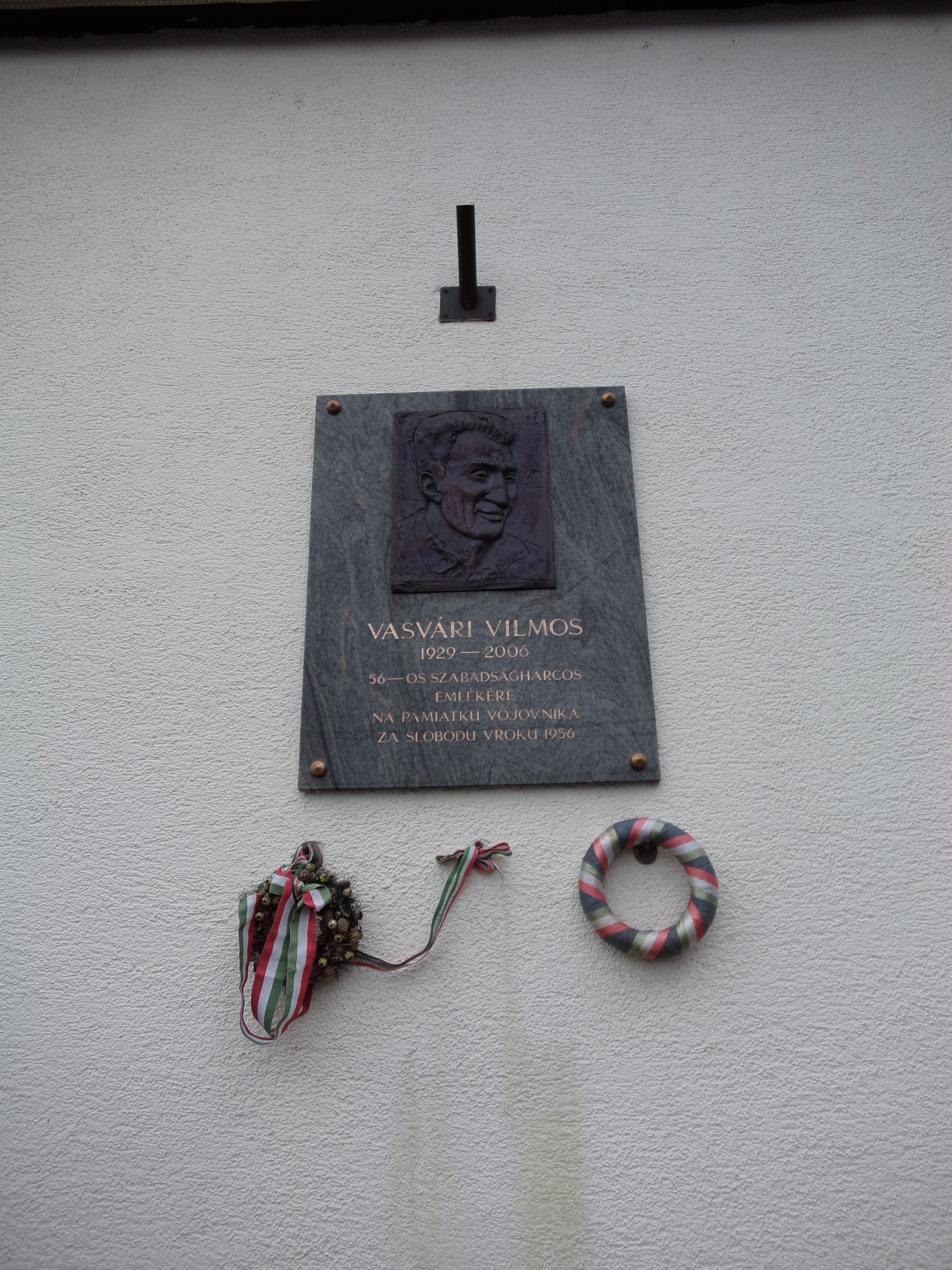
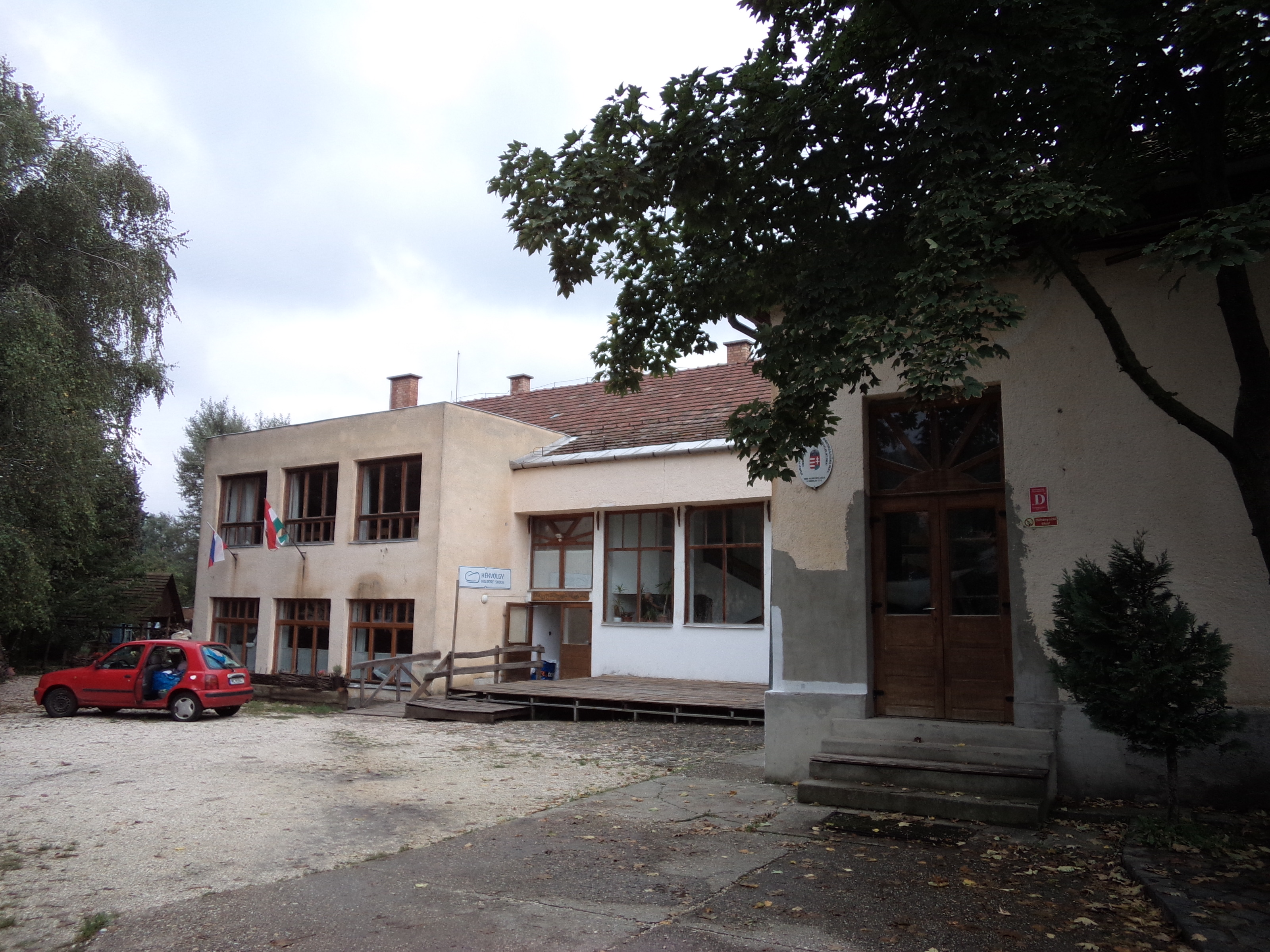
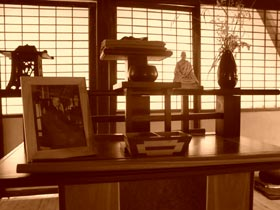
Zen-templom
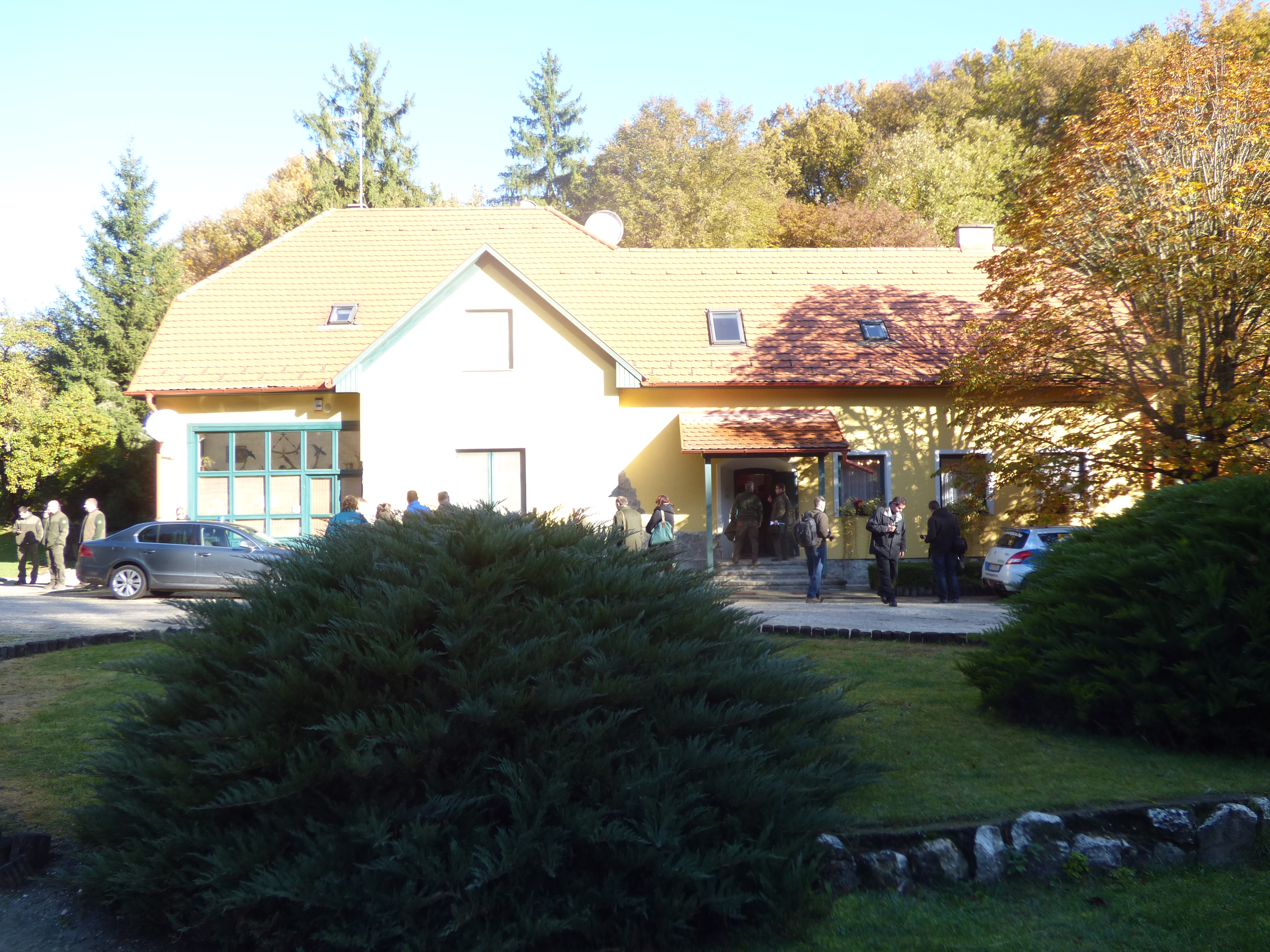
A Sikárosi vadászház
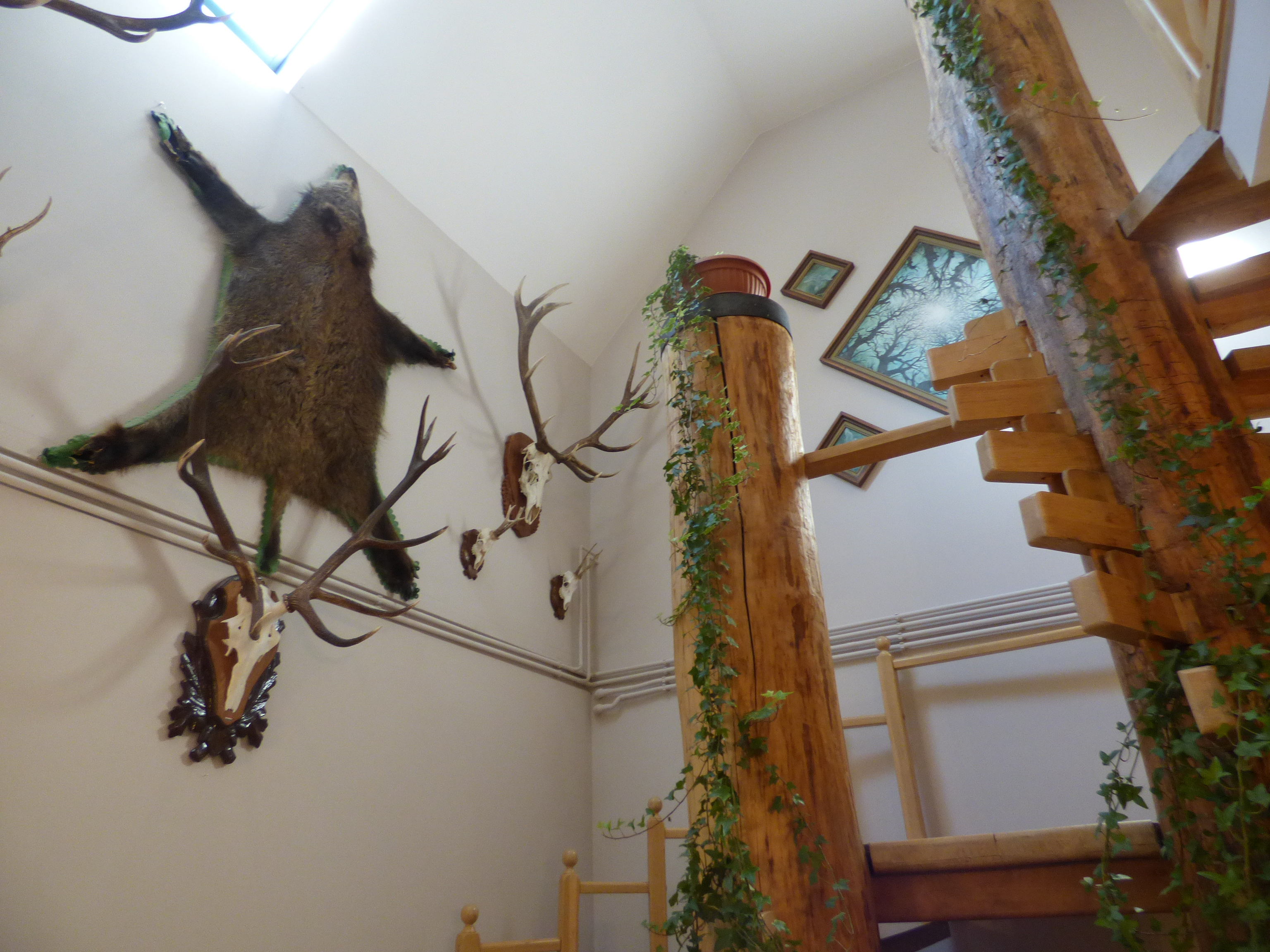
A Sikárosi vadászház belső terének részlete
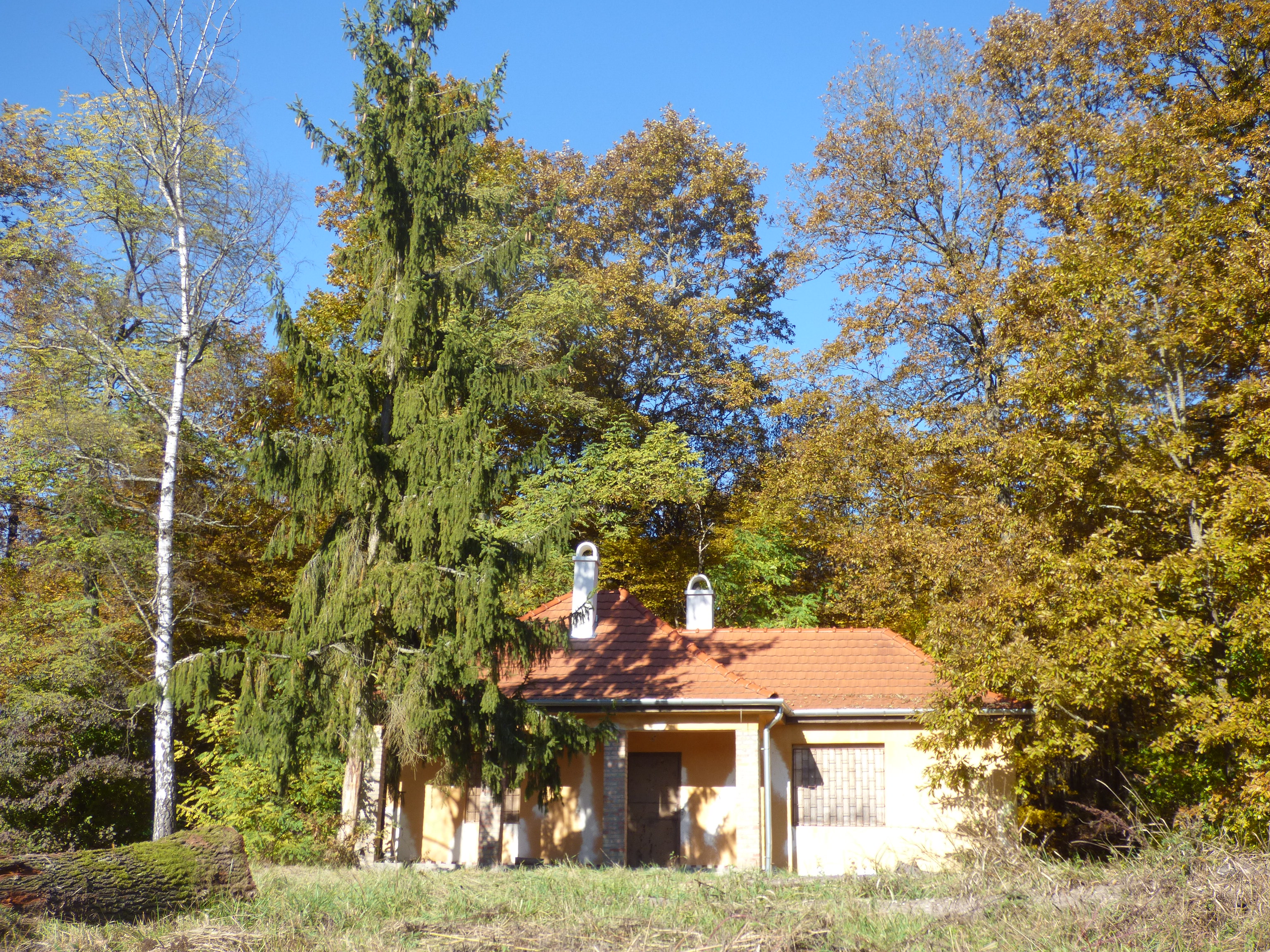
A Bükkipusztai erdészház